# Едвін Остін Еббі
Едвін Остін Еббі (англ. Edwin Austin Abbey, 1 квітня 1852 — 1 серпня 1911) — американський художник, живописець і ілюстратор. Працював на початку так званої «золотої доби» ілюстрації, відомий своїми малюнками і картинами на шекспірівську та вікторіанську тематику, а також як офіційний художник коронації Едуарда VII. Найвідомішою роботою є фреска «Пошуки Святого Грааля» у Бостонській публічній бібліотеці.

## Біографія
Едвін Остін Еббі народився у Філадельфії, штат Пенсильванія, у 1852 році. Вивчав мистецтво у Пенсильванській академії мистецтв. Рано почав працювати ілюстратором, створюючи численні ілюстрації і скетчі для таких журналів як Harper's Weekly (1871–1874) і Scribner's Magazine. У 1871 році переїхав до Нью-Йорку. Створив ілюстрації для декількох книг, що стали бестселерами, зокрема, для «Різдвяних історій» Чарлза Діккенса (1875), Вибраного з поезії Роберта Герріка (1882), «Ночі помилок» Олівера Голдсміта (1887), а також проілюстрував чотиритомне зібрання «Комедії Шекспіра» для видавництва Harper & Brothers у 1896 році. Його ілюстрації несли в собі значний вплив французької і німецької графіки.

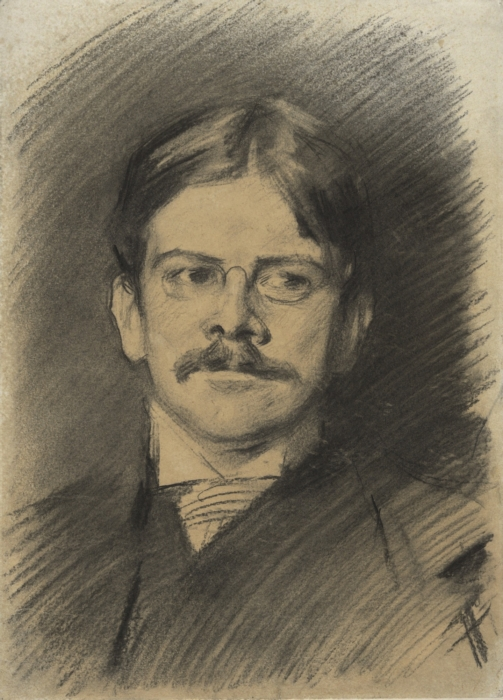
Портрет Едвіна Остіна Еббі пензля Джона Сінгера Сарджента, малюнок до 1889 р., Художня галерея університету Єль, США

На прохання своїх замовників у 1878 році він вирушив до Англії, щоб зібрати матеріал про Роберта Герріка, а у 1883 році переїхав туди остаточно. У 1883 році він був обраний до Королівського інституту акварелістів, а 1898 року став повноправним членом Королівської академії мистецтв. У 1902 році Еббі отримав замовлення зобразити коронацію Едуарда VII, його твір став офіційною картиною події і з того часу перебуває у Букінгемському палаці. Еббі був посвячений у лицарі, хоча говорили, що у 1907 році він відмовився від цього титулу. Підтримуючи стосунки з іншим американськими художниками, що емігрували, Еббі проводив літо у селищі Бродвей, графство Вустершир, де малював і відпочивав разом з Джоном Сінгером Сарджентом у будинку Френсіса Девіда Міллета.
У 1890-ті він завершив фрески для Бостонської публічної бібліотеки, над якими працював у своїй лондонській студії протягом одинадцяти років. Фриз з цієї серії отримав назву «Пошуки Святого Грааля» і став однією з найбільш відомих робіт художника. У 1908–1909 роках він виконав багато фресок та інших творів для нового Капітолія штату Пенсильванія у Гаррісберзі. Серед робіт для цієї будівлі — алегоричні медальйони, що представляють Науку, Мистецтво, Правосуддя і Релігію, великий мозаїчний люнет під куполом капітолія, а також чимало творів для зали засідань. У 1911 році Еббі захворів на рак і, не закінчивши замовлення для Капітолія, того ж року помер. Фреску «Проголошення Декларації незалежності» для зали засідань завершили художник Джон Сінгер Сарджент і асистент Еббі Ернст Борд. Роботи Еббі були встановлені у ротонді і залі засідань Капітолія, а дві кімнати, що залишилися, за власним проектом оформила Віолета Оклей.
Еббі залишався плідним ілюстратором і після переїзду до Англії. Його уважність до деталей, зокрема, історична точність, мала вплив на декілька наступних поколінь ілюстраторів.

## Галерея

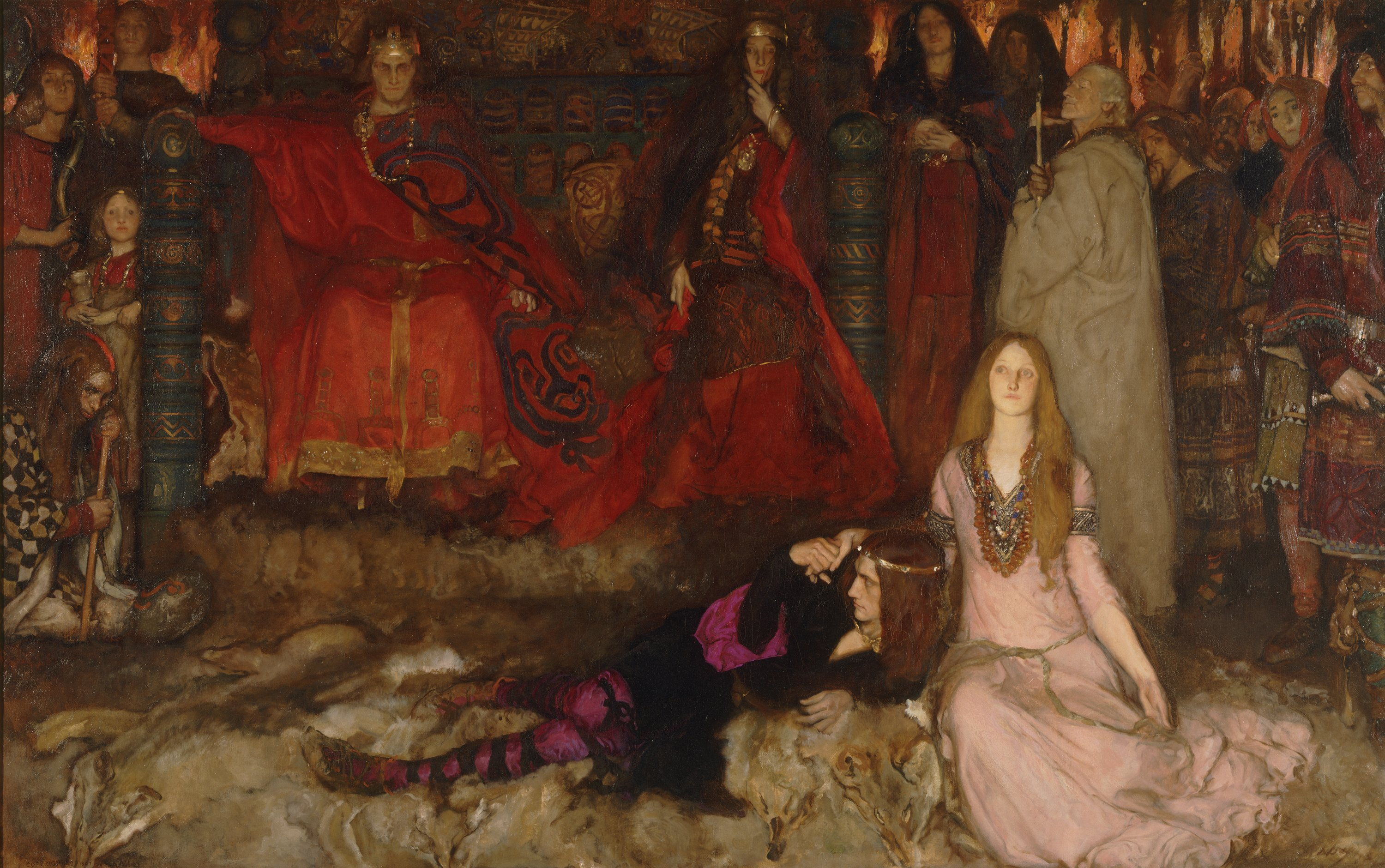
«Сцена п'єси Гамлет» (1897)
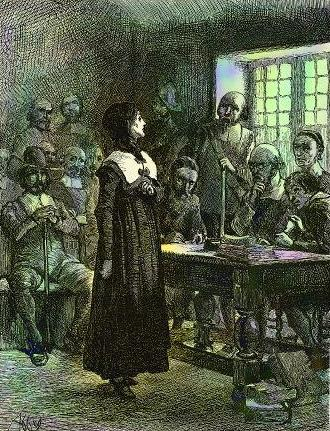
«Енн Гатчинсон на судовому процесі» (1901)
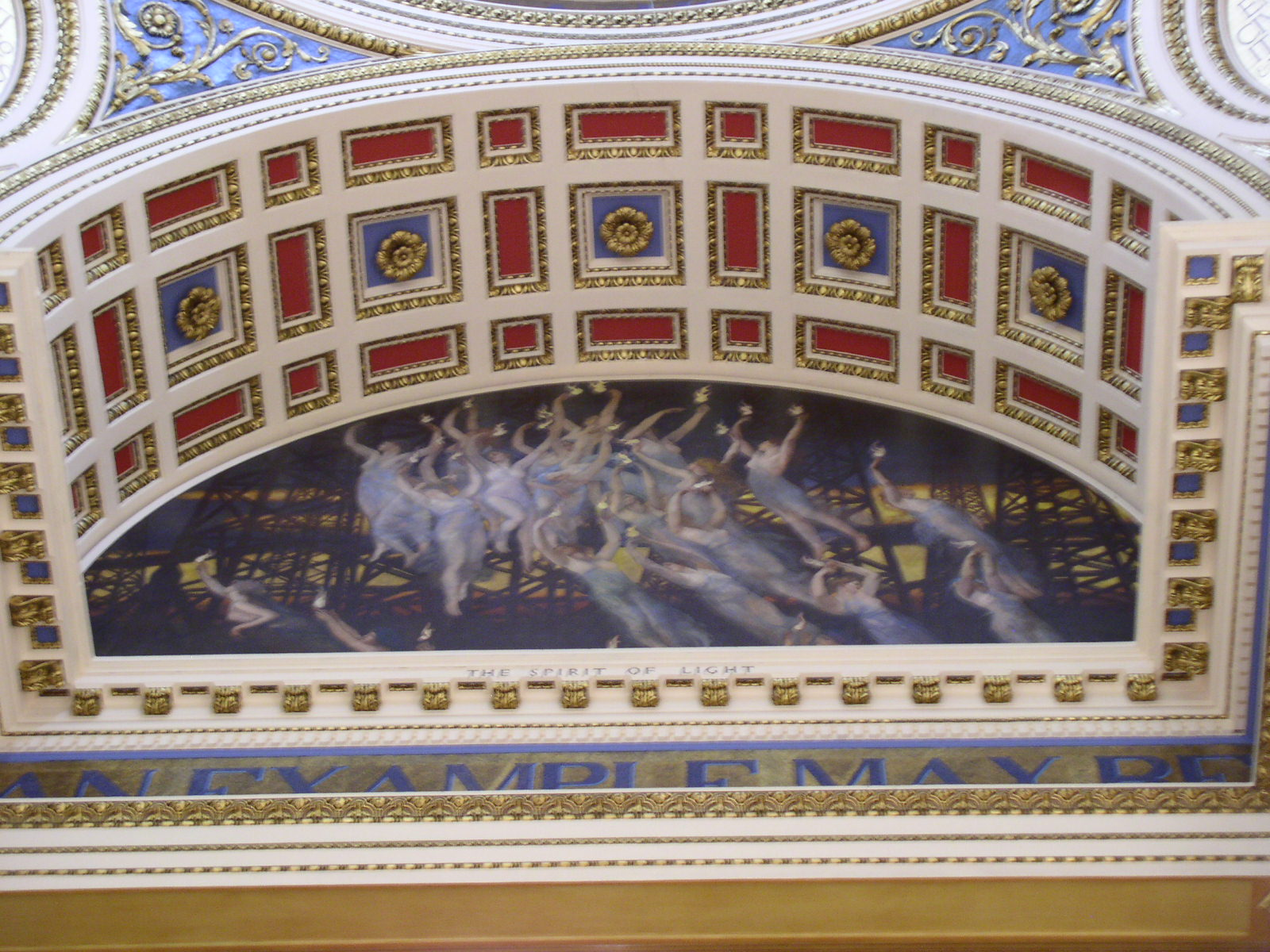
«Дух світла», ротонда Капітолія штату Пенсильванія, Гаррісберг
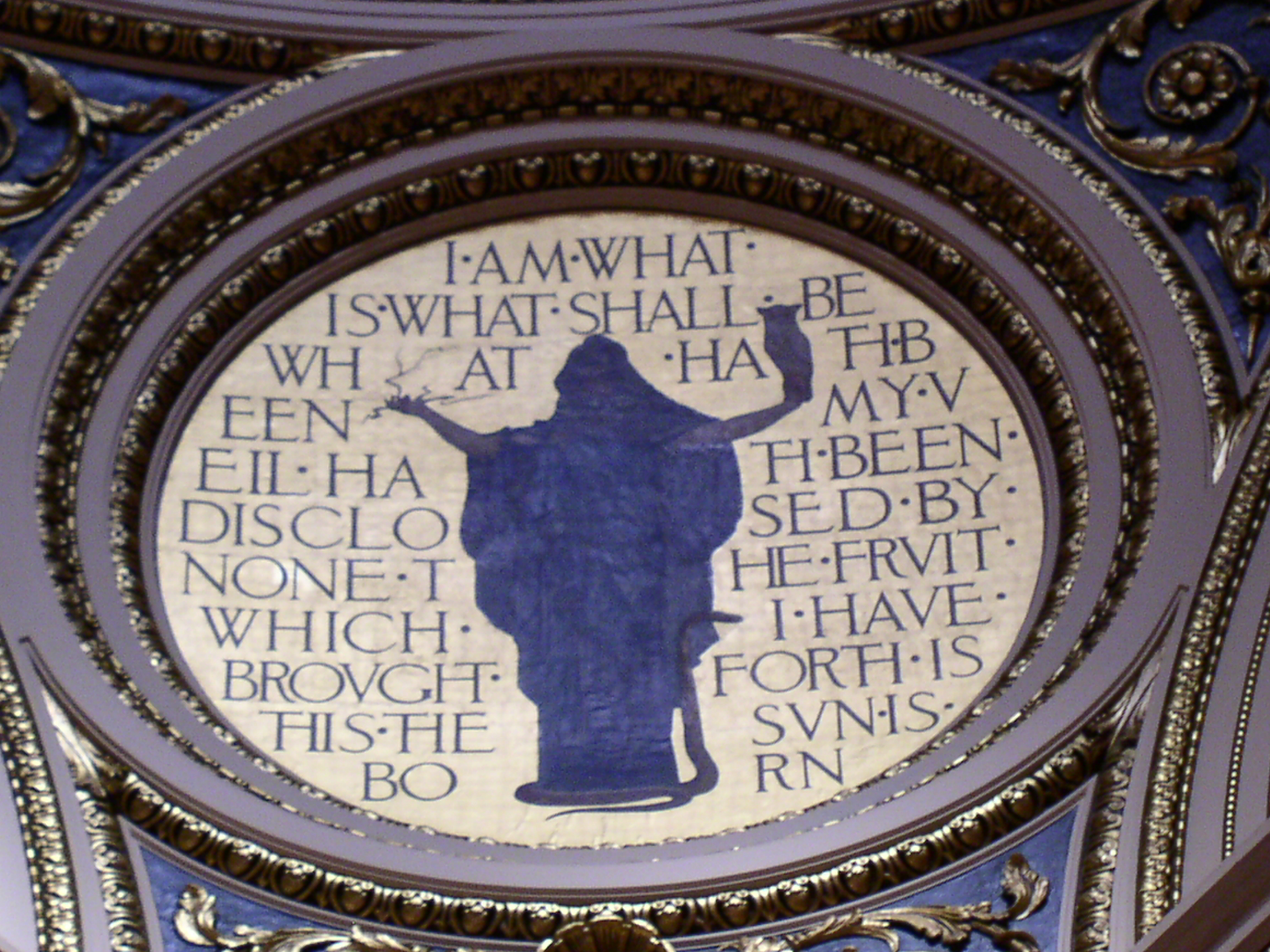
Алегоричний медальйон «Наука», Капітолій штату Пенсильванія, Гаррісберг